# Zwillinger Ferenc
Zwillinger Ferenc (Esztergom, 1876. augusztus 24. – Esztergom, 1944. április 16.) magyar jogász, műgyűjtő.

## Életrajz
Szülei Zwillinger Herman és Breitner Emma. Esztergomban lakott, a Deák Ferenc utca 6. szám alatt, felesége Berger Fanni volt. Középiskoláit Esztergomban, az egyetemet Budapesten végezte. 1902-ben önálló ügyvédi irodát nyitott. Mint a 14. gyalogezred népfölkelő századosa, az orosz fronton harcolt az első világháborúban. Tizenkét éven át volt az esztergomi hitközség elnöke. 1912 és 1916 között Esztergom vármegye főügyésze volt. Híres műgyűjtőként ismerték.
Egyes források szerint egyike volt az esztergomi zsidóknak, akiket 1944-ben a városból elhurcoltak, A halotti anyakönyvi bejegyzése szerint 1944. április 16-án, 68 éves korában hunyt el Esztergomban, szívkoszorúér-elmeszesedésben.